# Mauricio Pellegrino
Mauricio Andrés Pellegrino (Leones, Província de Córdoba, Argentina, 5 d'octubre de 1971) és un exfutbolista argentí que destacà al seu país jugant com a defensor central al Vélez Sársfield. Era conegut com a el longaniza. Actualment fa d'entrenador de futbol.

## Clubs

### Trajectòria

#### Com a jugador
Va començar en les divisions inferiors en el Club A. Leones i després anar al Club Atlético Sarmiento (en la seua ciutat natal). Va romandre a Sarmiento durant 5 anys. Les seues destacades actuacions i les dels seus companys van dur el Sarmiento a obtenir diversos títols a nivell juvenil i de majors.
Llavors molts clubs de primera divisió argentina van començar a posar els seus ulls sobre el jugador, exemple d'açò el Club Atlético Vélez Sarsfield, qui ho va temptar per a realitzar una prova en les seues instal·lacions. Després d'haver superat satisfactòriament aqueixa prova va iniciar la seua trajectòria en les divisions inferiors d'eixe club, on igual que en Sarment s'ocupava com volant de marca o de creació de vegades. Va ser convocat a diverses Seleccions Juvenils argentines i va participar amb el seleccionat juvenil argentí del mundial sub-21 de Portugal.
La seua alçària va fer pensar als tècnics de les divisions inferiors que el lloc de defensor li beneficiària més, així va anar com poc abans de debutar en primera va començar a ocupar-se en una posició en la pista que després li asseuria molt bé, la de defensa central esquerre.
Més tard va debutar en la primera divisió de Vélez Sarsfield, on va estar 8 temporades. Allí guanya 9 títols: 3 Tornejos Clausura, 1 Torneig Obertura, 1 Copa Libertadores de América, 1 Copa Intercontinental, 1 Copa Interamericana, 1 Supercopa Sud-americana i 1 Recopa Sud-americana. En total va disputar més de 150 partits marcant 12 gols en la primera divisió argentina.
El 1998, va ser cedit en préstec al FC Barcelona de la Lliga espanyola. Amb el club català va debutar el 12 de setembre de 1998 en un partit davant l'Extremadura que va acabar 1:0 en favor del seu equip. En el seu primer any va guanyar la Lliga amb el seu club.
Un any més tard va ser venut definitivament al València CF, on va passar cinc temporades i guanye cinc títols: 2 Lligues (2001/02 i 2003/04), una Supercopa d'Espanya (1999), una Supercopa d'Europa (2004) i una Copa de la UEFA (2003/04). A principis de febrer de 2004 va donar un esglai al desmaiar-se dues vegades (en la primera s'alça però no pot resistir el mantenir-se dret) durant un encontre davant el Màlaga CF per la lliga espanyola per una lipotímia, va estar una setmana en recuperació, que va ser satisfactòria.
El gener de 2005 es convertí en el primer futbolista argentí en jugar al Liverpool FC de la FA Premier League anglesa, no obstant això, va disputar pocs partits i només es va mantenir en el club durant mitja temporada. Per al campionat 2005-06 va ser transferit al Deportivo Alavés i al finalitzar aquesta temporada es va retirar de l'activitat.

### Com a entrenador
Va treballar de 2006 a 2008 al planter del València CF, passant en el 2008 al Liverpool FC com a segon entrenador de Rafael Benítez.
També el va acompanyar, durant un pas fugaç, en la direcció tècnica del club italià Inter de Milà, on el va dur a l'equip als vuitens de final de la Lliga de Campions i aconseguí el títol de la Copa Mundial de Clubs de la FIFA.
En maig de 2012, durant l'acte de renovació de patrocini de l'empresa Jinko Solar, el president del València CF Manuel Llorente confirma que el nou entrenador per les temporades 2012/2013 i 2013/2014 seria Mauricio Pellegrino, substituint a Unai Emery. Així, Pellegrino viuria la seua primera experiència com a màxim responsable d'un equip, amb l'objectiu de mantenir al conjunt che en el tercer lloc de la Lliga espanyola de futbol.

## Clubs
| Club             | Any       |
| ---------------- | --------- |
| Vélez Sársfield  | 1987-1998 |
| FC Barcelona     | 1998-1999 |
| València CF      | 1999-2004 |
| Liverpool FC     | 2005      |
| Deportivo Alavés | 2005-2006 |

## Palmarès

### Campionats estatals
| Títol               | Club            | Any     |
| ------------------- | --------------- | ------- |
| Torneig Clausura    | Vélez Sarsfield | 1993    |
| Torneig Apertura    | Vélez Sarsfield | 1995    |
| Torneig Clausura    | Vélez Sarsfield | 1996    |
| Torneig Clausura    | Vélez Sarsfield | 1998    |
| Lliga Espanyola     | FC Barcelona    | 1998-99 |
| Supercopa d'Espanya | València CF     | 1999    |
| Lliga Espanyola     | València CF     | 2001-02 |
| Lliga Espanyola     | València CF     | 2003-04 |

### Copes Internacionals
| Títol                        | Club            | País    | Any |
| ---------------------------- | --------------- | ------- | --- |
| Copa Libertadores de América | Vélez Sarsfield | 1994    |     |
| Copa Intercontinental        | Vélez Sarsfield | 1994    |     |
| Supercopa Sud-americana      | Vélez Sarsfield | 1996    |     |
| Recopa Sud-americana         | Vélez Sarsfield | 1997    |     |
| Copa de la UEFA              | València CF     | 2003-04 |     |
| Supercopa d'Europa           | València CF     | 2004    |     |

## Internacional
Fou internacional amb la Selecció Argentina en 3 ocasions, sense marcar gols. Participà en la Copa Amèrica de 1997.